# Gelo Castiñeiras
Ángel Castiñeiras Beiras (Santiago de Compostela, La Coruña, España, 5 de junio de 1959) es un exfutbolista español que se desempeñaba como defensa.

## Clubes
| Club                    | País   | Año       |
| ----------------------- | ------ | --------- |
| R. C. Celta de Vigo     | España | 1977-1987 |
| C. F. Jovent Mollerussa | España | 1988-1989 |
| S.D. Compostela         | España | 1989-1991 |